# 格里姆讷格尔

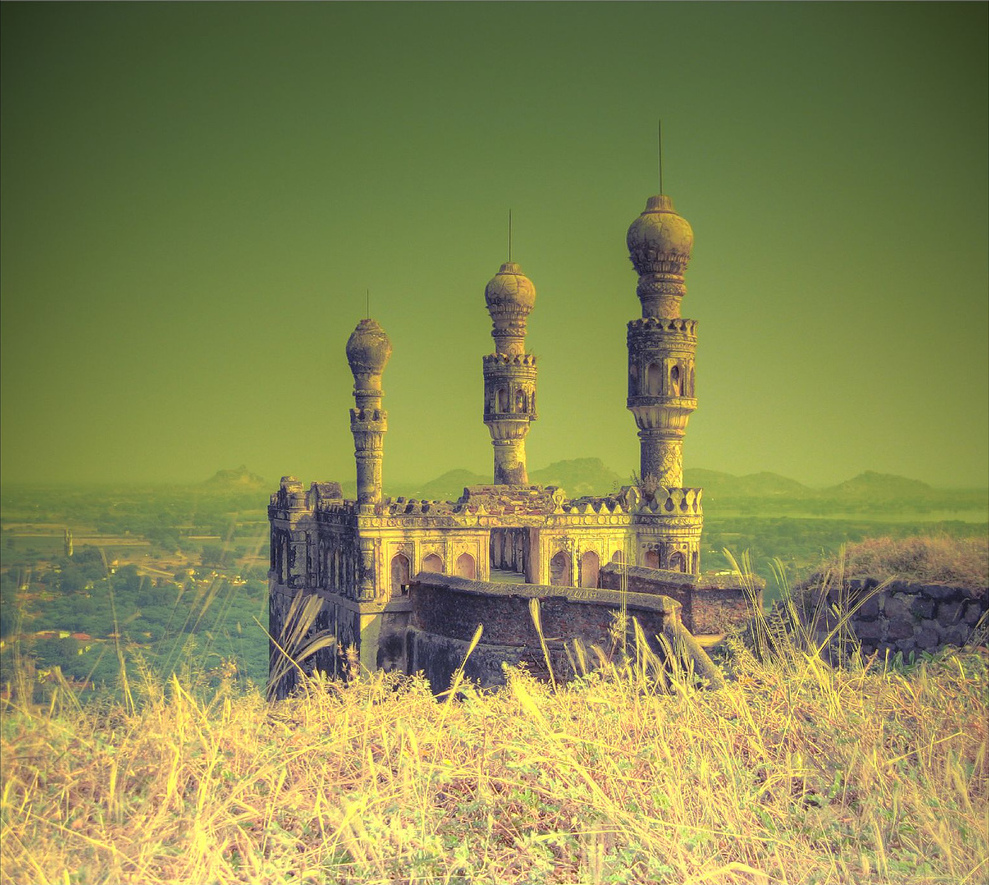

格里姆讷格尔，或译卡因纳加尔，是印度的城市，由安得拉邦負責管轄，位於該國中部，距離首府海得拉巴162公里，面積23.99平方公里，海拔高度265米，受熱帶氣候影響，每年平均降雨量995毫米，2011年人口260,899。

## 外部連結
- KARIMNAGAR People's Website | City Information Portal! （页面存档备份，存于）
- Karimnagar City local Portal （页面存档备份，存于）
- Karimnagar City Guide （页面存档备份，存于）
- Lower Manair Reservoir - Dam, Karimnagar | Panoramio photos[永久]
- YagnaVaraha Swamy Temple, Karimnagar